# 사적자치의 원칙
사적자치의 원칙(私的自治一原則)은 대한민국 민법의 기본원리로 사법상의 법률관계는 개인의 자유로운 의사에 따라 자기책임 하에서 규율하는 것이 이상적이라고 하는 근대사법의 원칙을 뜻한다. 개인의사자치의 원칙, 법률행위 자유의 원칙, 계약자유의 원칙, 유언의 자유원칙이 이 사적자치의 원칙에 해당된다. 사적자치의 원칙은 동시에 자신의 행동에 책임을 지고 타인의 행동에 책임을 지지 않는 개인책임의 원칙과 연관되어 있다.
사적 자치의 원리는 당사자간의 ‘사회적 관계’를 ‘자율적인 법률적 관계’로 창설할 수 있는 권한을 확인시켜준다. 그러므로 사적 자치의 원리는 법률적으로 강제할 만한 사유가 있어야만 비로소 제 기능을 할 수 있다.

이러한 사적자치의 원리가 제 기능을 할 수 있게 하는 원리로는 사적자치의 원칙과 함께  법적 작용을 하는 개념으로  보충성의 원리가 있다.
사적자치의 원칙과 함께  보충성의 원리는 대한민국 헌법의 주축을 이루는 "견제 와 균형"의 틀을 구성한다.

## 같이 보기
- 대한민국 헌법
- 민법
- 사유재산권 존중의 원칙
- 과실책임의 원칙